# L'Homme au pousse-pousse (film, 1958)
Pour les articles homonymes, voir L'Homme au pousse-pousse.
Pour plus de détails, voir Fiche technique et Distribution.
L'Homme au pousse-pousse (無法松の一生, Muhōmatsu no isshō) est un film japonais réalisé par Hiroshi Inagaki, sorti en 1958. Ce film est un remake d'un autre film du même nom réalisé par Hiroshi Inagaki en 1943 d'après un roman de Shunsaku Iwashita.

## Synopsis
Japon, 1905. Matsugoro est un pauvre conducteur de pousse-pousse. Sa vivacité d'esprit et son tempérament optimiste en font une personne appréciée des habitants de sa ville. Un jour, Matsu se porte au secours d'un garçon blessé, Toshio. Les parents, Kotaro et Yoshioko, louent ses services pour transporter le garçon chez le médecin et le ramener. Matsu se prend d'affection pour cette famille. Quand le père de Toshio meurt, Matsu devient comme un père de remplacement pour le garçon, qu'il contribue à élever. Il tombe secrètement amoureux de Yoshioko, mais est conscient qu'il y a un fossé de classe entre eux. Matsu pense qu'il ne sera jamais qu'un conducteur de pousse-pousse pour elle et son fils.

## Fiche technique
- Titre : L'Homme au pousse-pousse
- Titre original : 無法松の一生 (Muhōmatsu no isshō?)
- Réalisation : Hiroshi Inagaki
- Scénario : Hiroshi Inagaki et Mansaku Itami, d'après le roman « Matsugoro » de Shunsaku Iwashita
- Production : Tomoyuki Tanaka
- Musique : Ikuma Dan
- Photographie : Kazuo Yamada
- Montage : Yoshitami Kuroiwa
- Décors : Hiroshi Ueda
- Société de production : Tōhō
- Distribution en France : Pathé Overseas
- Pays de production : Japon
- Langue originale : japonais
- Format : couleurs (Agfacolor) - 2,35:1 (Tohoscope) - son mono
- Genre : comédie dramatique
- Durée : 103 minutes
- Dates de sortie :
  - Japon : 22 avril 1958[1]
  - France : 12 décembre 1958

## Distribution
- Toshirō Mifune : Matsugoro
- Hideko Takamine : Yoshiko Yoshioka
- Hiroshi Akutagawa : capitaine Kotaro Yoshioka
- Chishū Ryū : Shigezo Yuki
- Chōko Iida : Otora
- Haruo Tanaka : Kumakichi
- Jun Tatara : un employé de théâtre
- Kenji Kasahara : Toshio Yoshioka
- Kaoru Matsumoto : jeune Toshio
- Nobuo Nakamura : le frère de Yoshiko
- Ichirō Arishima : le médecin
- Chieko Nakakita : la belle-sœur de Yoshiko
- Seiji Miyaguchi : le maître d'escrime
- Yoshio Tsuchiya

## Distinctions
- Lion d'or à la Mostra de Venise

## Autres versions
Plusieurs versions de ce film ont vu le jour :
- 1943 : L'Homme au pousse-pousse (無法松の一生, Muhōmatsu no isshō?) de Hiroshi Inagaki avec Tsumasaburō Bandō dans le rôle de Matsugoro[2]
- 1964 : L'Homme au pousse-pousse (無法松の一生, Muhōmatsu no isshō?) de Shinji Murayama avec Rentarō Mikuni dans le rôle de Matsugoro[3]
- 1965 : L'Homme au pousse-pousse (無法松の一生, Muhōmatsu no isshō?) de Kenji Misumi avec Shintarō Katsu dans le rôle de Matsugoro[4]